# Grand Prix des Grattons
Le Grand Prix des Grattons est une course cycliste française disputée au mois de septembre à Châteaumeillant, dans le département du Cher. Elle est organisée par l'Avenir Cycliste Dunois. 
Cette compétition fait partie du calendrier national de la Fédération française de cyclisme. Elle figure également au programme du Challenge du Boischaut-Marche.

## Palmarès depuis 1970
| Année | Vainqueur            | Deuxième               | Troisième              |
| ----- | -------------------- | ---------------------- | ---------------------- |
| 1970  | Roland Coquery       |                        |                        |
| 1971  | Jean-René Patour     |                        |                        |
| 1972  | Gilbert Giraudon     |                        |                        |
| 1973  | Gilbert Giraudon     |                        |                        |
| 1974  | Michel Grain         |                        |                        |
| 1975  | Jean-Claude Giraudon |                        |                        |
| 1976  | Guy Dubois           | André Vilpellet        | Yves Vignolles         |
| 1977  | Marcel Vidal         | André Vilpellet        | Daniel Lafaix          |
| 1978  | Michel Boisquillon   | Jean-Claude Meunier    | Michel Labertonnière   |
| 1979  | Philippe Lagarde     | Lebrun                 | Christian Contarin     |
| 1980  | Daniel Lafaix        | Yves Bonnamour         | Jean-Paul Loris        |
| 1981  | Jacky Rougeron       | Yves Beau              | Gérard Trabalon        |
| 1982  | Jacky Rougeron       | Jean-Paul Loris        | Alain Ruiz             |
| 1983  | Jacky Rougeron       |                        |                        |
| 1984  | Patrick Lis          |                        |                        |
| 1985  | Jean Chassang        | Alain Assadet          | Frédéric Garnier       |
| 1986  | Alain Préau          |                        |                        |
| 1987  | Nicolas Dubois       | Christian Leblanc      | Joël Milon             |
| 1988  | Christian Leblanc    | Éric Fouix             | Nicolas Dubois         |
| 1989  | Jean-Luc Vernisse    | Janusz Bieniek         | Bruno Huger            |
| 1990  | Franck Vilpoux       | Jean-Pierre Godard     | Pierre Bonal           |
| 1991  | Jean-Pierre Godard   | Michel Clément         | Bruno Huger            |
| 1992  | Nicolas Dubois       | Jean-Pierre Duracka    | Éric Fouix             |
| 1993  | Laurent Planchaud    | Éric Fouix             | Dominique Lardin       |
| 1994  | Jean-Pierre Duracka  | Éric Fouix             | Franck Faugeroux       |
| 1995  | David Fouchet        | Franck Alaphilippe     | Éric Fouix             |
| 1996  | Andrzej Pozak        | Arnaud Chauveau        | Alain Préau            |
| 1997  | Laurent Planchaud    | Mickaël Boulet         | Jean-Philippe Thibault |
| 1998  | Arnaud Chauveau      | Bruno Thouroude        | Jacek Bodyk            |
| 1999  | Stéphane Boury       | Mickaël Hacques        | Igor Pavlov            |
| 2000  | Arnaud Chauveau      | Adrian Cagala          | Eddy Lemoine           |
| 2001  | Yann Pivois          | Adrian Cagala          | Franck Faugeroux       |
| 2002  | David Fouchet        | Cédric Fontbonnat      | Marc Thévenin          |
| 2003  | Renaud Dion          | Sébastien Foucher      | Jérémie Dérangère      |
| 2004  | Olivier Grammaire    | Cédric Fontbonnat      | Alexandre Grux         |
| 2005  | Olivier Grammaire    | Benoît Sinner          | Cédric Drouet          |
| 2006  | Nikolas Cotret       | Gert Jõeäär            | Cédric Drouet          |
| 2007  | Sébastien Boire      | Jérémie Dérangère      | Benoît Geoffroy        |
| 2008  | Frédéric Finot       | Nicolas Maire          | Christophe Laborie     |
| 2009  | Dmitry Samokhvalov   | Frédéric Talpin        | Jean-Luc Masdupuy      |
| 2010  | Frédéric Finot       | Maël Maziou            | Morgan Lamoisson       |
| 2011  | Yannick Martinez     | Aymeric Brunet         | Stéphane Bénetière     |
| 2012  | Thomas Girard        | Polychrónis Tzortzákis | Maxime Mayençon        |
| 2013  | Martin Laas          | Antony Tévenot         | Mickaël Larpe          |
| 2014  | Mickaël Larpe        | Loïc Forestier         | Jérôme Mainard         |
| 2015  | Axel Gagliardi       | Florent Pereira        | Mickaël Larpe          |
| 2016  | Alexandre Delétang   | Enzo Boisset           | Florian Dujardin       |
| 2017  | Florent Pereira      | Romain Barroso         | Jérôme Mainard         |
| 2018  | Théo Menant          | Pierre Bonnet          | Baptiste Constantin    |
| 2019  | Mickaël Guichard     | Christopher Lagane     | Maxime Urruty          |
| 2020  | Paul Lapeira         | Siim Kiskonen          | Clément Carisey        |
| 2021  | Titouan Margueritat  | Axel Chatelus          | Téo Quillet            |
| 2022  | Siim Kiskonen        | Yannick Martinez       | Antoine Roussel        |
| 2023  | Damien Bonetto       | Dany Maffeïs           | Bérenger Brossel       |
| 2024  | Gustav Basson        | Damien Gazut           | Yannick Martinez       |